# Rudolf Weigl
Rudolf Stefan Jan Weigl (2. září 1883, Přerov – 11. srpna 1957, Zakopane, Polsko) byl biolog, jenž vyvinul očkovací látku proti skvrnitému tyfu.

## Biografie
Narodil se v Přerově v německé rodině, jeho otec však brzy zemřel a matka se poté provdala za gymnaziálního profesora Józefa Tojnara, působícího v haličském Jasłu a později ve Stryji, jenž Rudolfa vychoval v polské kultuře. Po gymnaziálních studiích nastoupil Rudolf Weigl na lvovskou univerzitu ke studiu přírodních věd. Promoval v roce 1907 a v roce 1913 se habilitoval v oboru zoologie, srovnávací anatomie a histologie. Jako soukromý docent se věnoval zkoumání buněčné stavby a otázkám transplantací.

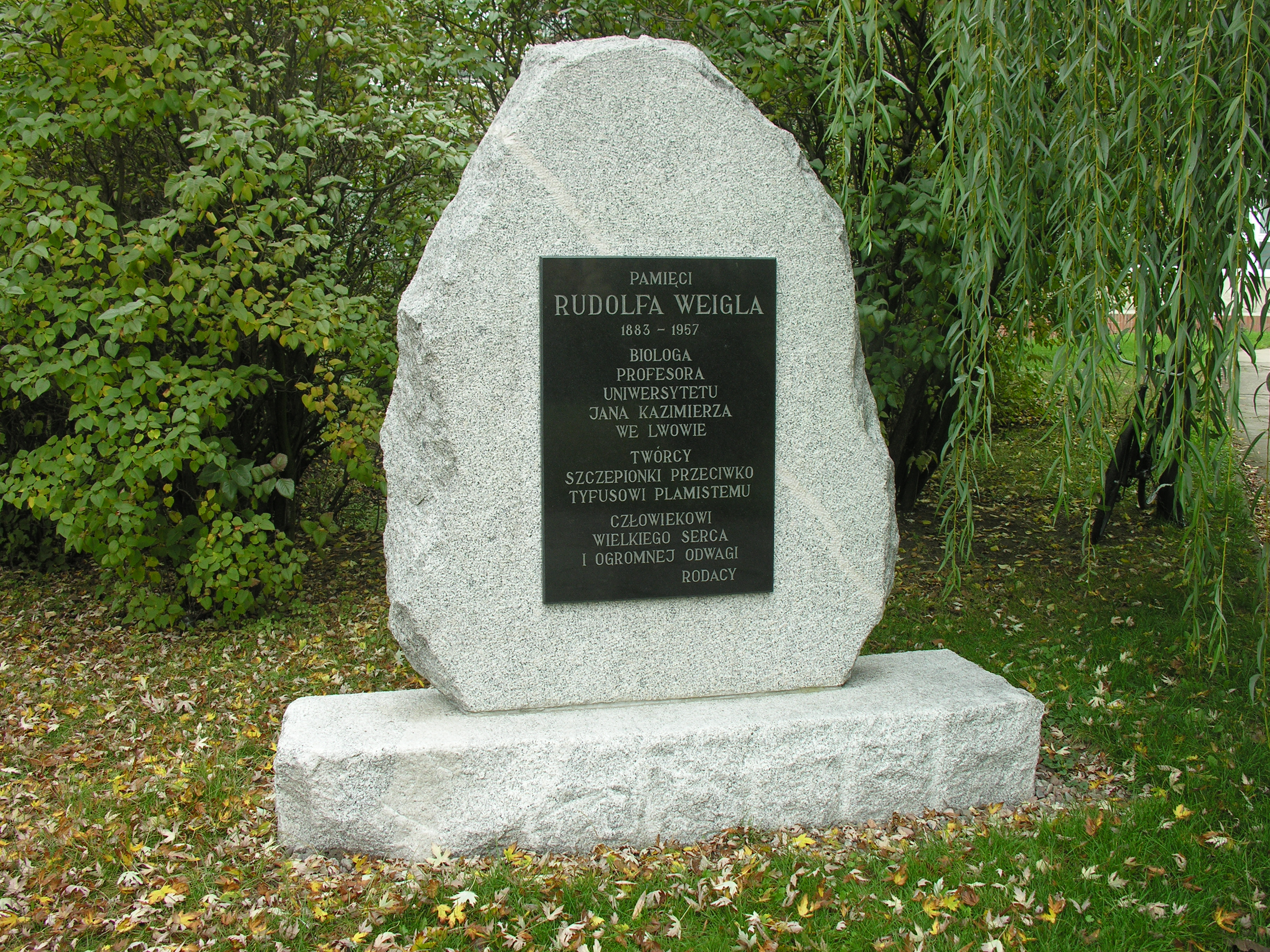
Pomník Rudolfa Weigla na ul. Weigla 12 ve Vratislavi

Za první světové války byl povolán do sanitní služby rakousko-uherské armády a začal se věnovat výzkumu epidemických nemocí. Byl průkopníkem v laboratorním chovu vší, jež jsou přenašečem tyfu, a vyvinul postup získávání jejich protilátek. V této práci pokračoval i po skončení války ve vojenské laboratoři v Přemyšli, roku 1920 se pak vrátil na lvovskou univerzitu. V meziválečném období vybudoval při lvovské univerzitě výzkumné pracoviště a získal si mezinárodní věhlas.
V následujících letech pracoval na vývoji tyfové vakcíny a také na výzkumu dalších onemocnění, způsobovaných Rickettsiemi

## Vakcína
Po zjištění Charlese Nicolleho v roce 1909, že vši jsou přenašečem skvrnitého tyfu a po objevu jeho původce Henriquem da Rocha Limou a Stanislavem Prowazkem, podnikl Weigl další krok a vyvinul techniku výroby očkovací látky. Zjistil, že vakcínu lze vyrobit ze žaludků vší infikovaných Rickettsia prowazekii – bakterií, která tyfus způsobuje. Techniku zdokonaloval v průběhu let až do roku 1933, kdy provedl rozsáhlé testování na kultivaci bakterií a experimentování se všemi pomocí strategie mikroinfekce.
Chování vší ovšem znamenalo krmit je krví. Weigl nejprve testoval svou metodu na morčatech, ale kolem roku 1933 začal ve velkém měřítku testovat na lidech a krmit vši lidskou krví tak, že vši nechal přes jakési síto sát krev z nohou dobrovolníků. Oba manželé Weiglovi byli jedni z prvních krmičů vší.
První velká aplikace jeho vakcíny byla provedena v letech 1936 až 1943 belgickými misionáři v Číně, brzy poté byly vakcíny použity také v Africe. Výroba vakcíny nebyla bez rizika a bylo obtížné ji vyrobit ve velkém měřítku – postupem času byly vyvinuty další vakcíny, které byly méně nebezpečné a snazší na výrobu.

## Pomoc Židům
V září 1939, při vypuknutí druhé světové války, se nacházel na studijní cestě v Habeši, ale rozhodl se pro návrat do Sověty obsazeného Lvova, kde rozšířil produkci očkovacích látek. Po německém obsazení Lvova 30. června 1941 bylo 25 profesorů zdejší univerzity zastřeleno, mezi nimi i její rektor, matematik Kazimierz Bartel. Weigl navzdory ohrožení života ohlásil ochotu pokračovat ve své práci, přitom však odmítl podepsat Volkslistu.
Pro svůj ústav, který měl z hlediska válečného významnou úlohu, si vymohl pravomoc samostatného výběru pracovníků, jež mohl ochránit před transportem do Říše. V ústavu byli najati mnozí polští univerzitní profesoři, jako Stefan Banach, Bronisław Knaster a Władysław Orlicz, kteří byli chránění před represí, díky vydaným průkazům totožnosti. Tak zachránil mnoho životů, mezi nimi i Židů. Zaměstnanci ústavu dávali vlastní krev ke krmení vší, z nichž se získávaly protilátky, a na oplátku byli materiálně zabezpečeni a nehrozilo jim nebezpečí koncentračních táborů.
Tyfové vakcíny byly ovšem samy o sobě velmi klíčové. Weigl nejen poskytoval očkovací látky zaměstnancům – výzkumníkům a především četným krmičům vší – ale také se podílel na jejich pašování do židovských ghett ve Lvově a Varšavě, koncentračních táborů a dokonce i do vězení. Odhaduje se, že díky této činnosti se podařilo zachránit okolo 5 000 životů.

## Přijetí a ocenění
Po válce pokračoval ve výzkumu v Krakově a Poznani (Lvov se stal součástí SSSR), ale po ustanovení komunistické vlády byl Weigl ostrakizován a obviňován z kolaborace s nacisty, v roce 1951 byl poslán do penze a zemřel o šest let později.
Opakovaně ve třicátých letech a znovu roku 1948 byl nominován na Nobelovu cenu, avšak nikdy ji nezískal. Za jeho činnost během nacistické okupace mu bylo roku 2003 uděleno in memoriam ocenění jeruzalémského památníku Jad Vašem Spravedlivý mezi národy.
V úterý 5. září 2023 byla u příležitosti 140. výročí narození Rudolfa Weigla odhalena pamětní deska ve vstupní hale Vyšší odborné škole zdravotnické v Přerově. Ve stejný den se v Městském domě konala konference, která připomenula nejen jeho práci, ale také životní postoje.